# Uckermark
Uckermark là một huyện (Kreis) nằm ở phía đông bắc của Brandenburg, Đức. Giáp ranh với (từ phía nam theo chiều kim đồng hồ) huyện Barnim và Oberhavel, huyện Mecklenburg-Strelitz và Uecker-Randow thuộc Mecklenburg-Vorpommern, phía đông Ba Lan (Police County và Gryfino County). Đây là huyện lớn nhất của Đức. Huyện này được đặt tên theo khu vực lịch sử của Uckermark.

## Xã và thị trấn
| Amt-free towns | Ämter | |
| --- | --- | --- |
| 1. Angermünde 2. Lychen 3. Prenzlau 4. Schwedt 5. Templin Amt-free municipalities 1. Boitzenburger Land 2. Nordwestuckermark 3. Uckerland | 1. Brüssow (Uckermark) 1. Brüssow1, 2 2. Carmzow-Wallmow 3. Göritz 4. Schenkenberg 5. Schönfeld 2. Gartz (Oder) 1. Casekow 2. Gartz1, 2 3. Hohenselchow-Groß Pinnow 4. Mescherin 5. Tantow 3. Gerswalde 1. Flieth-Stegelitz 2. Gerswalde1 3. Milmersdorf 4. Mittenwalde 5. Temmen-Ringenwalde | 4. Gramzow 1. Gramzow1 2. Grünow 3. Oberuckersee 4. Randowtal 5. Uckerfelde 6. Zichow 5. Oder-Welse 1. Berkholz-Meyenburg 2. Mark Landin 3. Passow 4. Pinnow1 5. Schöneberg |
| 1seat of the Amt; 2town | | |